# Црква Свете Тројице у Лукавици
Црква Свете Тројице у Лукавици, насељеном месту на територији  општине Димитровград, православни је храм који припада Епархији нишкој Српске православне цркве.
Црква посвећена Светој Тројици саграђена око 1890. године, на месту прве цркве саграђене је у 18. веку, чије је темеље пронашао историчар Константин Јиричек 1883. године. Освештана је 1895. године. Иконостас је богато изрезбарен и дело је дебарских мајстора који су израдили иконостас у царибродској цркви. Иконе су живописане руком уметника Алексе Василева. У близини се налази извор који је обновњен, као и трпезарија. Храм је последњи пут обновљен 2000. године, када су постављене нове подне плочице у броду храма, а под олтара је избетониран и поплочан.